# Dekanat Cham (Bistum Regensburg)

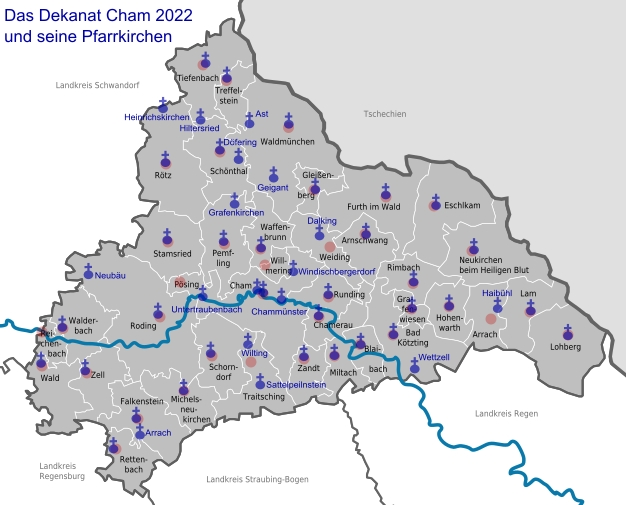
Das Dekanat Cham 2022 und seine Pfarrkirchen

Das Dekanat Cham ist eins der 15 Dekanate des Bistums Regensburg. Es gehört zur Region V – Cham des Bistums.

## Geographische Lage
Das Dekanat Cham stimmt seit der Neugliederung der Dekanate im Bistum Regensburg vom 1. März 2022 mit dem politischen Landkreis Cham überein. Es hat die Form eines fast gleichseitigen Dreiecks mit der Spitze im Norden und der Basis im Süden. Die Nordspitze bildet die Gemeinde Tiefenbach, die Südostspitze die Gemeinde Lohberg und die Südwestspitze die Gemeinde Wald und die Gemeinde Rettenbach. Im Nordosten grenzt das Dekanat an die Tschechische Republik.

## Aktueller Stand
Am 1. März 2022 wurde das bis zu diesem Zeitpunkt bestehende Dekanat Cham um die Dekanate Kötzting und Roding erweitert. Zum neuen Dekanat Cham gehören nun die folgenden Seelsorgeeinheiten (Stand 2003):

### Aus dem früheren Dekanat Cham
- Cham – St. Jakob mit Vilzing
- Cham – St. Josef mit Untertraubenbach
- Chammünster mit Windischbergerdorf
- Dalking mit Arnschwang, Gleißenberg und Walting
- Furth im Wald mit Ränkam
- Rötz mit Heinrichskirchen
- Runding mit Chamerau
- Sattelpeilnstein mit Sattelbogen und Wilting
- Schönthal mit Döfering und Hiltersried
- Tiefenbach mit Biberbach und Treffelstein
- Waffenbrunn mit Grafenkirchen und Pemfling
- Waldmünchen mit Ast, Geigant und Herzogau

### Aus dem früheren Dekanat Kötzting
- Blaibach mit Harrling-Zandt, Altrandsberg und Miltach
- Eschlkam mit Warzenried
- Haibühl mit Hohenwarth
- Kötzting mit Steinbühl und Wettzell
- Lam mit Lohberg
- Neukirchen beim Heiligen Blut mit Rittsteig
- Rimbach mit Grafenwiesen und Zenching

### Aus dem früheren Dekanat Roding
- Falkenstein mit Arrach, Ebersroith und Rettenbach
- Michelsneukirchen mit Dörfling und Schorndorf
- Roding mit Neubäu, Strahlfeld und Trasching
- Stamsried mit Pösing
- Wald mit Süssenbach und Zell
- Walderbach

Es wird angestrebt, diese 25 Pfarreiengemeinschaften bis 2034 auf 12 Pfarreiengemeinschaften zu reduzieren.

## Geschichte

### 8. bis 18. Jahrhundert
Auf das 8. Jahrhundert geht die Einrichtung von 4 Archipresbyteraten zurück. Diese stimmten ziemlich mit der Gaueinteilung überein. Der jeweilige Archipresbyter hatte die Aufsicht über die Kirchen und die Geistlichen seines Bezirkes. Diese 4 Archipresbyterate waren:
- das Erzdekanat Regensburg
- das Erzdekanat Thumstauf
- das Erzdekanat Pondorf.
- das Erzdekanat Cham

Das Erzdekanat Cham umfasste den nördlichen Teil des Bistums Regensburg, den Nordgau, während die anderen 3 Erzdekanate im südlichen Teil lagen. Zu der damaligen Zeit (vor dem Jahr 1000) war der nördliche Teil nur sehr dünn besiedelt. Es enthielt die später gegründeten Dekanate:
- Dekanat Cham
- Dekanat Nabburg mit Leuchtenberg
- Dekanat Tirschenreuth-Eger
- Dekanat Stadtkemnath
- Dekanat Hirschau

In den folgenden Jahren wurden die vier Archipresbyteralbezirke des Bistums Regensburg nach und nach in Dekanate aufgeteilt. Jedem Dekanat stand ein von den Pfarrern des Dekanats gewählter Dekan vor. Das Dekanat Cham gehört dabei zu den ältesten Dekanaten.
Das Dekanat Cham trug von Anfang an durchgehend diesen Namen, während die anderen Dekanate immer nach dem Sitz des Dekans benannt wurden, also ihre Namen dauernd wechselten. Erst im Jahr 1756 wurden die Dekanatsnamen auch für die anderen Dekanate festgelegt.
Nach der ältesten Dekanatsbeschreibung des Bistums Regensburg aus dem Jahr 1326 umschrieb das Dekanat Cham das Gebiet der Mark Cham, ebenso, wie das Gebiet des Dekanats Altendorf das Gebiet der Mark Nabburg umschrieb. Zu dieser Zeit gab es eine enge Verbindung zwischen kirchlichen und politischen Verwaltungsstrukturen, die beide der Urbarmachung, Verteidigung und Verwaltung der neuen Rodungsgebiete dienten. In den Pfarreienverzeichnissen des 14. Jahrhunderts wurden für das Dekanat Cham 26 Pfarreien aufgeführt.

### 19. Jahrhundert und 20. Jahrhundert
Die Einteilung in Dekanate veränderte sich mehrfach. 1830 wurde das Dekanat Roding geschaffen und vom Dekanat Cham getrennt. Außerdem wurden 1837 Waldmünchen und umliegende Pfarreien aus dem Dekanat Cham herausgelöst und dem Dekanat Neunburg zugeordnet. In der Matrikel von 1838 wurden 29 Dekanate erwähnt. Für das Dekanat Cham wurden 16 Pfarreien, 5 Benefizien und 4 Exposituren aufgeführt.
Die Matrikel von 1916 verzeichnete eine Neueinteilung der Dekanate im Jahr 1914 durch Bischof Anton von Henle. Das Dekanat Sulzbach wurde dabei aufgelöst und die Dekanate Bogenberg, Burglengenfeld, Ensdorf, Oberviechtach, Vilsbiburg und Weiden wurden neu geschaffen. In den folgenden Jahren wuchs die Anzahl der Dekanate immer weiter an, bis auf 45 im Jahr 1968. Das Dekanat Cham bestand 1916 aus 16 Pfarreien. Diese Zahl wuchs einerseits durch neu geschaffene Pfarreien und verringerte sich andererseits durch die Herausnahme von Kötzting mit umliegenden Pfarreien, als Kötzting 1923 ebenfalls ein neues Dekanat wurde.

### 21. Jahrhundert
Im Jahr 2000 setzte Bischof Manfred Müller mit Wirkung vom 1. Januar 2001 eine Neugliederung der Dekanate im Bistum Regensburg in Kraft. Dabei bekam das Bistum wieder 33 Dekanate. Dies entsprach dem Stand vor der Dekanatsreform durch Bischof Henle im Jahr 1915. Eine neuerliche Dekanatsreform führte Bischof Rudolf Voderholzer zum 1. März 2022 durch. Mit ihr wurde die Anzahl der Dekanate im Bistum Regensburg auf 15 reduziert. Das Dekanat Cham hatte nun 50 Pfarreien. Diese Pfarreien waren seit 2003 bereits fortschreitend zu Pfarreiengemeinschaften zusammengelegt worden. Dieser Prozess wird noch fortgesetzt. Bis 2034 soll die Anzahl der Pfarreiengemeinschaften im Dekanat Cham auf 12 reduziert werden.

### Dekanat Roding
1830 wurde das Dekanat Roding gegründet und aus dem Dekanat Cham herausgelöst. Es hatte 1997 30060 Katholiken in den folgenden Pfarreien und Exposituren (in Klammern ist die Katholikenzahl angegeben, Stand 1997):
- Bruck (3880)
- Michelsneukirchen mit Dörfling, Benefizium (1471)
- Neubäu, Pfarrkuratie (944)
- Strahlfeld, Expositur (407)
- Nittenau (5765)
- Roding (8384)
- Trasching, Expositur (607)
- Stamsried (1956)
- Wald (1610)
- Süßenbach, Expositur (678)
- Walderbach (2876)
- Zell (1482)

Das Dekanat Roding bestand bis zum Jahr 2022. Dann wurde es im Zuge der Dekanatsreform durch Bischof Rudolf Voderholzer wieder zurück in das Dekanat Cham eingegliedert.

### Dekanat Kötzting
1923 wurde das Dekanat Kötzting gegründet und aus dem Dekanat Cham herausgelöst. Es hatte 1997 22576 Katholiken in den folgenden Pfarreien und Exposituren (in Klammern ist die Katholikenzahl angegeben, Stand 1997):
- Blaibach (1975)
- Grafenwiesen, Pfarrkuratie (1426)
- Haibühl (2701)
- Hohenwart (2142)
- Kötzting (5350)
- Steinbühl, Expositur (711)
- Lam (3637)
- Lohberg (1310)
- Rimbach (2168)
- Zenching, Expositur (482)
- Wettzell (674)

Das Dekanat Kötzting bestand bis zum Jahr 2022. Dann wurde es im Zuge der Dekanatsreform durch Bischof Rudolf Voderholzer wieder zurück in das Dekanat Cham eingegliedert.

### Dekanat Waldmünchen
Waldmünchen gehörte bis 1837 zum Dekanat Cham. 1837 wurde das Dekanat Neunburg gebildet und Waldmünchen in dieses Dekanat eingegliedert. 1927 wurde das Dekanat Waldmünchen errichtet. Es hatte 14172 Katholiken in den folgenden Pfarreien und Exposituren (in Klammern ist die Katholikenzahl angegeben, Stand 1927):
- Ast mit Benfizium Biberbach (1430)
- Geigant (1267)
- Gleißenberg (1281)
- Heinrichskirchen (650)
- Hiltersried (785)
- Schönthal (714)
- Tiefenbach (1815)
- Treffelstein (940)
- Waldmünchen mit Benfizium Herzogau (5290)

Das Dekanat Waldmünchen bestand bis zum Jahr 2000. Dann wurde es im Zuge der Dekanatsreform durch Bischof Manfred Müller wieder zurück in das Dekanat Cham eingegliedert.

## Zusammenfassung und Vergleich
Zunächst umfasste das (Erz-)Dekanat Cham den gesamten Nordgau. Die Bevölkerungszahl war gering. Mit zunehmender Bevölkerungszahl entstand das Bedürfnis nach einer stärkeren Gliederung. Es entstanden neue Dekanate und viele neue Pfarreien. Diese Tendenz hielt bis zum Ende des 20. Jahrhunderts an. Ab dem Ende des 20. Jahrhunderts und besonders ab Anfang des 21. Jahrhunderts kehrte sich diese Tendenz um. Die Bevölkerungszahl und die Katholikenzahl sank, weniger Menschen besuchten die Gottesdienste, es gab immer weniger Priester. Nun wurde die stärkere Gliederung nach und nach rückgängig gemacht und immer größere Gebiete zu Einheiten zusammengefasst. 2022 war im Wesentlichen die alte Gliederung des 14. Jahrhunderts wieder erreicht.
In der politischen Gliederung begann die Tendenz der Zentralisierung und Zusammenfassung in größere Verwaltungseinheiten bereits in den 1970er Jahren. Viele kleinere Gemeinden wurden zu größeren Gemeinden zusammengefasst. Es entstanden die großen Gemeinden Roding mit 90 Ortsteilen, Traitsching mit 68 Ortsteilen, Waldmünchen mit 62 Ortsteilen, Cham, Falkenstein und Michelsneukirchen jeweils mit 53 Ortsteilen, Kötzting und Zell jeweils mit 51 Ortsteilen usw. Außerdem bildeten mehrere Gemeinden Verwaltungsgemeinschaften. Die Gemeinden wurden 1972 im Landkreis Cham zusammengefasst, der fast dem Gebiet der alten Mark Cham aus dem 14. Jahrhundert entsprach. Das 2022 neu gebildete Dekanat Cham passt sich wieder, wie schon im 14. Jahrhundert, der politischen Gliederung des Landkreises Cham an und ist deckungsgleich mit ihm.
In der folgenden Tabelle werden nur die Pfarreien aufgeführt. Ein weiteres Bestreben nach Zusammenfassung kleinerer Einheiten zu größeren äußert sich darin, dass mehrere Pfarreien zu größeren Seelsorgeeinheiten zusammengefasst wurden. Sie ist im Abschnitt „Aktueller Stand“ für das Jahr 2003 dokumentiert, wobei dieser Prozess noch im Gange ist und sich die Situation ständig dahingehend ändert, dass die Seelsorgeeinheiten immer größer werden und immer mehr selbständige Pfarreien vereinen.
| 1326               | 1438               | 1838                | AnzK  | 1916                | AnzK  | 1923                      | 1997                | AnzK  | 2001               | 2022                 |
| ------------------ | ------------------ | ------------------- | ----- | ------------------- | ----- | ------------------------- | ------------------- | ----- | ------------------ | -------------------- |
|                    |                    | Dekanat gesamt      | 43768 | Dekanat gesamt      | 57387 |                           | Dekanat gesamt      | 53421 |                    |                      |
| Arnschwang         | Altenschwand       | Arnschwang          | 2435  | Arnschwang          | 2477  | Arnschwang                | Arnschwang          | 2630  | Arnschwang         | Arnschwang⊙          |
| Bruck              | Arnschwang         | Blaibach            | 892   | Blaibach            | 1352  | Cham St. Jakob, St. Josef | Cham, St. Jakob     | 7795  | Ast                | Arrach⊙              |
| Cham               | Cham               | Cham                | 6141  | Cham                | 9411  | Chamerau                  | Cham, St. Josef     | 4000  | Cham St. Jakob     | Ast⊙                 |
| Chamerau           | Eschlkam           | Chamerau            | 1483  | Chamerau            | 1923  | Chammünster               | Chamerau            | 1787  | Cham St.Josef      | Bleibach⊙            |
| Döfering           | Gleißenberg        | Dalking             | 1200  | Dalking             | 1200  | Dalking                   | Chammünster         | 1934  | Chamerau           | Cham St. Jakob⊙      |
| Eschlkam           | Grafenkirchen      | Eschlkam            | 2515  | Eschlkam            | 2805  | Eschlkam                  | Dalking             | 1774  | Chammünster        | Cham St.Josef⊙       |
| Gleißenberg        | Kirchenrohrbach    | Furth im Wald       | 3780  | Furth im Wald       | 7680  | Furth im Wald             | Eschlkam            | 3542  | Dalking            | Chamerau⊙            |
| Grafenkirchen      | Kötzting           | Kötzting            | 4744  | Kötzting            | 6621  | Grafenkirchen             | Furth im Wald       | 7763  | Döfering           | Chammünster⊙         |
| Kirchenrohrbach    | Lam                | Lam                 | 3680  | Lam                 | 5334  | Miltach                   | Grafenkirchen       | 759   | Furth im Wald      | Dalking⊙             |
| Kötzting           | Martinsneukirchen  | Moosbach i.Nb.      | 2213  | Moosbach i.Nb.      | 2639  | Moosbach i.Nb.            | Miltach             | 1461  | Geigant            | Döfering⊙            |
| Lam                | Moosbach i.Nb.     | Neukirchen Hl. Blut | 3806  | Neukirchen Hl. Blut | 4014  | Neukirchen Hl. Blut       | Moosbach i.Nb.      | 3425  | Gleiflenberg       | Eschlkam⊙            |
| Martinsneukirchen  | Neuenschwand       | Pemfling            | 3780  | Pemfling            | 3879  | Pemfling                  | Neukirchen Hl. Blut | 4231  | Grafenkirchen      | Falkenstein⊙         |
| Michelsneukirchen  | Neukirchen         | Rimbach             | 2020  | Rimbach             | 2047  | Runding                   | Pemfling            | 1441  | Heinrichskirchen   | Furth im Wald⊙       |
| Moosbach i.Nb.     | Neukirchen-Balbini | Runding             | 1431  | Runding             | 2230  | Sattelpeilnstein          | Runding             | 2632  | Hiltersried        | Geigant⊙             |
| Neukirchen-Balbini | Nittenau           | Sattelpeilnstein    | 798   | Sattelpeilnstein    | 883   | Schorndorf                | Sattelpeilnstein    | 919   | Pemfling           | Gleißenberg⊙         |
| Nittenau           | Pemfling           | Schorndorf          | 2850  | Schorndorf          | 2892  | Untertraubenbach          | Schorndorf          | 1490  | Rötz               | Grafenkirchen⊙       |
| Pemfling           | Penting            |                     |       |                     |       | Waffenbrunn               | Untertraubenbach    | 1134  | Runding            | Grafenwiesen⊙        |
| Penting            | Blaibach           |                     |       |                     |       | Windischbergerdorf        | Waffenbrunn         | 2831  | Sattelpeilnstein   | Haibühl⊙             |
| Rimbach            | Bruck              |                     |       |                     |       |                           | Windischbergerdorf  | 1873  | Schönthal          | Harrling-Zandt⊙      |
| Roding             | Rimbach            |                     |       |                     |       |                           |                     |       | Tiefenbach         | Heinrichskirchen⊙    |
| Sattelbogen        | Roding             |                     |       |                     |       |                           |                     |       | Treffelstein       | Hiltersried⊙         |
| Sattelpeilnstein   | Runding            |                     |       |                     |       |                           |                     |       | Untertraubenbach   | Hohenwarth⊙          |
| Untertraubenbach   | Sattelbogen        |                     |       |                     |       |                           |                     |       | Waffenbrunn        | Kötzting⊙            |
| Unterzell          | Traubenbach        |                     |       |                     |       |                           |                     |       | Waldmünchen        | Lam⊙                 |
| Wald               | Wald               |                     |       |                     |       |                           |                     |       | Wilting            | Lohberg⊙             |
| Waldmünchen        | Waldmünchen        |                     |       |                     |       |                           |                     |       | Windischbergerdorf | Michelsneukirchen⊙   |
|                    | Zell               |                     |       |                     |       |                           |                     |       |                    | Miltach⊙             |
|                    |                    |                     |       |                     |       |                           |                     |       |                    | Neubäu⊙              |
|                    |                    |                     |       |                     |       |                           |                     |       |                    | Neukirchen Hl. Blut⊙ |
|                    |                    |                     |       |                     |       |                           |                     |       |                    | Pemfling⊙            |
|                    |                    |                     |       |                     |       |                           |                     |       |                    | Rettenbach⊙          |
|                    |                    |                     |       |                     |       |                           |                     |       |                    | Rimbach⊙             |
|                    |                    |                     |       |                     |       |                           |                     |       |                    | Roding⊙              |
|                    |                    |                     |       |                     |       |                           |                     |       |                    | Rötz⊙                |
|                    |                    |                     |       |                     |       |                           |                     |       |                    | Runding⊙             |
|                    |                    |                     |       |                     |       |                           |                     |       |                    | Sattelpeilnstein⊙    |
|                    |                    |                     |       |                     |       |                           |                     |       |                    | Schönthal⊙           |
|                    |                    |                     |       |                     |       |                           |                     |       |                    | Schorndorf⊙          |
|                    |                    |                     |       |                     |       |                           |                     |       |                    | Stamsried⊙           |
|                    |                    |                     |       |                     |       |                           |                     |       |                    | Tiefenbach⊙          |
|                    |                    |                     |       |                     |       |                           |                     |       |                    | Treffelstein⊙        |
|                    |                    |                     |       |                     |       |                           |                     |       |                    | Untertraubenbach⊙    |
|                    |                    |                     |       |                     |       |                           |                     |       |                    | Waffenbrunn⊙         |
|                    |                    |                     |       |                     |       |                           |                     |       |                    | Wald⊙                |
|                    |                    |                     |       |                     |       |                           |                     |       |                    | Walderbach⊙          |
|                    |                    |                     |       |                     |       |                           |                     |       |                    | Waldmünchen⊙         |
|                    |                    |                     |       |                     |       |                           |                     |       |                    | Wettzell⊙            |
|                    |                    |                     |       |                     |       |                           |                     |       |                    | Wilting⊙             |
|                    |                    |                     |       |                     |       |                           |                     |       |                    | Windischbergerdorf⊙  |
|                    |                    |                     |       |                     |       |                           |                     |       |                    | Zell⊙                |

AnzK = Anzahl der Katholiken, die angegebenen Standorte sind die Standorte der jeweiligen Pfarrkirche